# Our Song
«Our Song» —en español: «Nuestra Canción»— es la tercera canción del álbum debut de la cantante de pop-country estadounidense Taylor Swift.

## Antecedentes
Swift escribió «Our Song» para el concurso de talentos en su primer año en secundaria, sin ninguna intención de incluirla en su álbum debut. Ella pensó que sería apropiada para el concurso de talentos, la canción que iba a escribir necesitaba ser optimista y relacionable con sus compañeros de clase. Swift comentó en una entrevista: «La escribí acerca de ese chico con el que estaba saliendo, y como no teníamos una canción. Por lo tanto seguí adelante y escribí una». El proceso de escritura, al igual que su primer sencillo «Tim McGraw», se llevó a cabo en unos veinte minutos. Varios meses después de interpretar la canción en el concurso de talentos, algunos de sus compañeros se acercaron a ella para decirle que habían disfrutado la canción. Ella comentó: «Ellos solo la habían oído una vez, así que pensé: "Tiene que haber algo aquí"». Al escoger las pistas para grabar su álbum debut, Swift «estaba junto» a «Our Song» insistiendo varias veces a los productores para poder grabarla.
Ella dijo que «sabía que había algo al respecto». Swift concluyó: «Creo que hay una especie de magia en la forma en que la suena canción, como si estuviera rebotando». Ella dijo que deseaba que la canción fuese colocada como la canción de cierre en Taylor Swift por su letra en la última frase repitiendo «play it again» (en español, tócala otra vez), donde ella pensó subliminalmente que pediría al público a volver a reproducir el disco. Los ejecutivos de Big Machine Records eligieron «Our Song» para ser el tercer sencillo de Taylor Swift, con lo que Swift se sorprendió con la elección. La canción se lanzó como sencillo el 22 de agosto de 2007. La misma fue incluida en la versión internacional de Fearless.

## Video musical
El video de Our Song fue dirigido por Trey Fanjoy y estrenado en la Televisión de Música Country en septiembre de 2007. alcanzó #1 en el CMT's Top Twenty Countdown el 22 de noviembre de 2007, y quedó allí cuatro semanas. Entonces alcanzó el primer lugar una vez más el 17 de enero de 2008. El video ganó la 2008 CMT Music Awards como Video del año. La canción habla de la relación con su entonces novio Tim Leavitt, según Swift -"tuvimos una relación fuerte y mucha diversión en aquellos años, y todavía tenemos, pero ahora solo somos amigos"-. El video ha sido visto más de 190 
millones de veces en YouTube.

## Posiciones
En el Billboard Hot Country Songs, fecharon para la semana del 2 de septiembre de 2007 "Our Song", que debutó en el N.º 55. La canción alcanzó N.º 1 en la semana del 22 de diciembre de 2007, cuando subió de la sexta posición. El salto que dio la canción hasta la posición número 1 no se había logrado desde 1998, cuando Tim McGraw escribió "Just to See You Smile" también subió de #6 en Numerar al #1.
Dicha canción se mantuvo seis semanas consecutivas en el #1. Otras canciones también pasando seis semanas es ""It Wasn't God Who Made Honky Tonk Angels" por Kitty Well (en agosto de 1952), "Breathe" por Faith Hill (enero de 2000) y "Jesus, take the Wheel" por Carrie Underwood (febrero de 2006). Sólo la canción "Once a Day" de Connie Smith tuvo un reinado más largo, logrando su proeza en enero de 1965. 
"Our Song" alcanzó el máximo finalmente en el N.º 16.

## Curiosidades
- En un momento de la canción, la letra dice "Play it again"/"Tócala otra vez", en referencia a una conocida frase de la película Casablanca: "Play it again, Sam"/"Tócala otra vez, Sam".
- En otro momento del video, Taylor Swift aparece recostada sobre cientos de rosas, como en una escena de la película de 1999 American Beauty

### Listas
| País                      | Listas (2007-2008)                       | Posición |
| ------------------------- | ---------------------------------------- | -------- |
| Bandera de Estados Unidos | U.S. Billboard Hot Country Songs         | 1        |
| Bandera de Estados Unidos | U.S. Billboard Hot 100                   | 16       |
| Bandera de Estados Unidos | U.S. Billboard Pop 100                   | 24       |
| Bandera de Canadá         | Canadian Radio & Records Country Singles | 1        |
| Bandera de Canadá         | Canadian Hot 100                         | 30       |

### Versiones
| Versiones                           |
| ----------------------------------- |
| 1.Our Song (Original Álbum Versión) |
| 2.Our Song (Radio Single Version)   |
| 3.Our Song (Pop Versión)            |